# 2129 Cosicosi
2129 Cosicosi (1973 SJ) là một tiểu hành tinh vành đai chính được phát hiện ngày 27 tháng 9 năm 1973 bởi P. Wild ở Zimmerwald.